# Posępsko
Posępsko – część wsi Rząśnik w Polsce, położona w województwie dolnośląskim, w powiecie złotoryjskim, w gminie Świerzawa.
W latach 1975–1998 Posępsko administracyjnie należało do województwa jeleniogórskiego.